# 버그 사냥꾼 글리치테크
버그 사냥꾼 글리치테크(영어: Glitch Techs)는 캐나다의 애니메이션 시리즈이다.

## 방송 국내
- 미국: 2020년 2월 21일 (넷플릭스)
- 한국: 2020년 2월 21일 (디즈니 채널)